# PP-64 Wstęga

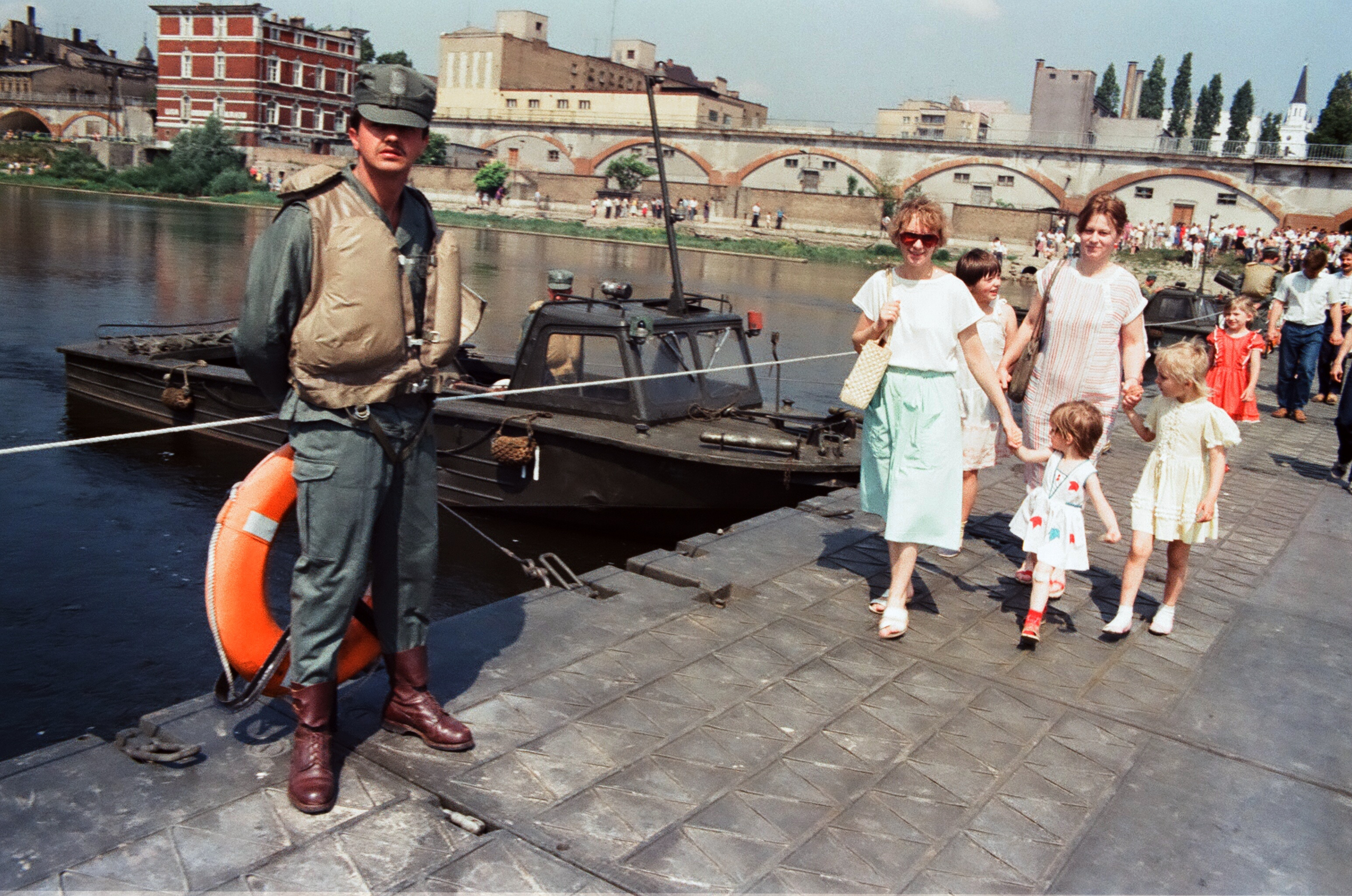
Zbudowany przez wojska inżynieryjno-saperskie LWP (1988)

PP-64 Wstęga – park pontonowy polskiej produkcji wzorowany na radzieckim parku pontonowym PMP. 
Przeznaczony jest do urządzania przepraw mostowych przez szersze rzeki, kanały i zbiorniki wodne. Komplet parku składa się z 48 ciężarówek ze specjalnymi pontonami, które umożliwiają budowę mostów i promów przewozowych o nośności do 80 ton.
W zależności od szybkości prądu możliwa jest budowa 6 typów mostów:
- wstęga pojedyncza (do 0,5 m/s – do 100 m długości mostu)
- wstęga mieszana wariant A (0,5 – 0,8 m/s)
- wstęga mieszana wariant B (0,8 – 1,2 m/s)
- wstęga mieszana wariant C (1,2 – 1,6 m/s)
- wstęga mieszana wariant D (1,6 – 2,0 m/s)
- wstęga podwójna (powyżej 2,0 m/s)

Po awarii kolektorów doprowadzających ścieki do oczyszczalni Czajka, użyto PP-64 do konstrukcji mostu na Wiśle, po którym poprowadzono tymczasowy rurociąg. Pozwoliło to na zaprzestanie zrzutu nieczystości z lewobrzeżnej części Warszawy do Wisły na czas naprawy kolektorów.